# 譚芷翎
譚芷翎（英語：Tam Tsz Ling，1986年2月22日—），香港女演員。
她是亞洲電視女藝員之中少數從未效力過無線電視的人。

## 背景
譚芷翎是香港戲劇演員，早年就讀天主教領島學校下午校（1998年小六）及寶血會上智英文書院（2003年中五）。她於2011年獲得香港演藝學院戲劇學院藝術榮譽學士，主修表演。在學期間曾獲該「匯豐銀行內地交流獎學金」、「香港大學婦女協會傑出學生獎學金」等。她曾參演過不少的舞台劇如《老婦還鄉》、《魔方變奏》、音樂劇《萬花筒樂．樂》、《公園裡》和《4.48精神崩潰》(獲傑出演員獎) 等。影話戲《神扒之間》、六四舞台《讓黃雀飛》、同流《殘酷青春》、香港戲劇協會《花心大丈夫2》、糊塗戲班《3D 女槍手》、ICAC學校巡迴互動劇場《望子Chok 成龍》、大舞台劇團《秒速18米》、藝穗會《碉樓八宗情》等。

## 參與節目

### 主持（亞洲電視）
- 2008年至2009年：《有腦E班》（兒童節目）

### 電視劇（亞洲電視）
- 2007年：《靈舍不同》 飾 Coco
- 2008年：《火蝴蝶》 飾 徐美玉

### 綜藝節目
- 2015年：《今日VIP》（無綫電視）
- 2021年：《中女唔易做》（ViuTV）

## 外部連結
- 今日VIP - 每集內容- 2015.10.30 - 陳秀雯、譚芷翎（页面存档备份，存于）